# V393 Гидры
V393 Гидры (лат. V393 Hydrae) — новоподобная, двойная катаклизмическая переменная звезда (NL:) в созвездии Гидры на расстоянии приблизительно 7633 световых лет (около 2340 парсек) от Солнца. Звёздная величина диапазона B звезды — от +15,89m до +15,5m. Орбитальный период — около 0,135 суток (3,24 часа).
Открыта группой астрономов Edinburgh-Cape Blue Object Survey в составе Дэвида Килкенни и др. в 1997 году**.

## Характеристики
Первый компонент — аккрецирующий белый карлик. Эффективная температура — около 8000 K.